# PS-05/A
PS-05/A är en pulsdopplerradar som utvecklats av Ericsson och Marconi Electronic Systems för Saab 39 Gripen. Den är baserad på den avancerade Blue Vixen radarn som utvecklades för uppgraderingen de brittiska Sea Harrier planen till Sea Harrier FA2 standard.

## Versioner

### PS-05/A Mark 3
Version Mark 3 av radarn har funnits sedan 2005. Den kan detektera ett stridsflygplan på 120 km avstånd och se vägtrafik och räkna fartyg för ankar i en hamn på 70 km. Radarn väger 156 kg och består av en antenn/plattformsenhet med en diameter på 25 kg och 60 cm, en 73 kg vätskekyld effektförstärkare/sändarenhet för resande vågrör, en 32 kg mjukvarustyrd exciter/mottagare och en 23 kg signal/dataprocessor.
Funktionssätt:
a) Air-to-Air: 
- Track While Search

(Multiple target tracking)
(Automatic mode for Situational Awareness)
- Priority Target Tracking

(High quality multiple target tracking mode)
(Missile engagement on each tracked target)
(Targets are tracked after designation by the pilot)
- Single Target Tracking

(Used when highest tracking quality is needed) 
- Air Combat Modes

(Used for fast automatic target acquisition in short range combat)
b) Mot markmål:
- LRS (Long Range Search)
- RA (Raid Assessment)
- SMTI (Stationary and Moving Target Indication) Används för att skilja ut rörliga och stationära markmål.
- GSPTT (Ground and Sea Priority Target Tracking).
- GM (Ground Mapping) Navigerings mode
- HRM (High Resolution Mapping)  Högupplöst terrängkartläggning med SAR-teknik.
- AIR-TO-GROUND RANGING

c) Övrigt
- Weather mapping

### PS-05/A Mark 4
En uppgraderad version av Mark 3 sedan 2015. Den utökar Air-to-Air-driftsområdet genom att introducera ett nytt Air-to-Air-läge som ökar insamlingsräckvidden med 100 % på låg höjd och 40 % på hög höjd. Detta radarläge är också användbart för detektering av mål med mycket låg radarmålarea (RCS), och insamlingsräckvidden i de äldre Air-to-Air-lägena förbättras också med 20–50 %. Denna version förbättrar också Air-to-Surface-kapaciteten till modern standard med två nya SAR-lägen med 3-meters och sub-meters upplösning, förbättrar GMTI/GMTT (SMTI/GSPTT)-lägen och lägger till ett nytt Sea Search-läge utformat för att upptäcka små båtar vid ett ökat insamlingsintervall med >100%. ECCM-kapaciteten och den passiva driften förbättras avsevärt och förbättrar taktisk och teknisk utvärdering av analyserande radarbeteende.